# Championnats d'Autriche de tennis de table
Les Championnats d'Autriche de tennis de table comprennent une épreuve par équipes qui oppose les meilleurs club du pays ainsi que des championnats nationaux organisés par la Fédération autrichienne qui opposent les meilleurs Autrichiens dans un tournoi individuel dont les vainqueurs remportent le titre de champion d'Autriche.

## Championnats par équipes

### Histoire
Linz AG Froschberg domine le palmarès chez les dames.

### Palmarès
Le palmarès comprend le vainqueur du championnat d'Autriche ainsi que le vainqueur de la coupe d'Autriche.

#### Messieurs
| Saison     | Champions                            | Equipe championne                                     | Finaliste           | Vainqueur de la Coupe            |
| ---------- | ------------------------------------ | ----------------------------------------------------- | ------------------- | -------------------------------- |
| 2024-2025, | SPG Felbermayr Wels (4)              | Park Ganghyeon, Andreas Levenko, Maciej Kolodziejczyk | Panaceo Stockerau   | Panaceo Stockerau                |
| 2023-2024, | Solex-Consult TTC Wiener Neustadt () |                                                       | SPG Felbermayr Wels | SolexConsult TTC Wiener Neustadt |
| 2022-2023  | -                                    |                                                       | -                   | SolexConsult TTC Wiener Neustadt |
| 2021-2022  | -                                    |                                                       | -                   | SolexConsult TTC Wiener Neustadt |
| 2020-2021  | -                                    |                                                       | -                   | non attribué                     |
| 2019-2020  | -                                    |                                                       | -                   | SPG Walter Wels                  |
| 2018-2019  | -                                    |                                                       | -                   | SG Stockerau                     |
| 2017-2018  | SPG Walter Wels (3)                  |                                                       | -                   | SPG Walter Wels                  |
| 2016-2017  | SPG Walter Wels (2)                  |                                                       | -                   | KSV HiWay Grill Kapfenberg       |
| 2015-2016  | SVS Niederösterreich (16)            |                                                       | -                   | SG Stockerau                     |
| 2014-2015  | SVS Niederösterreich (15)            |                                                       | -                   | Weinviertel Niederösterreich     |
| 2013-2014  | SPG Walter Wels (2)                  |                                                       | -                   | Weinviertel Niederösterreich     |
| 2012-2013  | SVS Niederösterreich (14)            |                                                       | -                   | SVS Niederösterreich             |
| 2011-2012  | SPG Walter Wels (1)                  |                                                       | -                   | SVS Niederösterreich             |
| 2010-2011  | SVS Niederösterreich (13)            |                                                       | SPG Walter Wels     |                                  |
| 2009-2010  | SVS Niederösterreich (12)            |                                                       | -                   |                                  |
| 2008-2009  | SVS Niederösterreich (11)            |                                                       | SPG Walter Wels     |                                  |
| 2007-2008  | SVS Niederösterreich (10)            |                                                       | -                   |                                  |
| 2006-2007  | SVS Niederösterreich (9)             |                                                       | -                   |                                  |
| 2005-2006  | SVS Niederösterreich (8)             |                                                       | -                   |                                  |
| 2004-2005  | SVS Niederösterreich (7)             |                                                       | -                   |                                  |
| 2003-2004  | SVS Niederösterreich (6)             |                                                       | -                   |                                  |
| 2002-2003  | SVS Niederösterreich (5)             |                                                       | -                   |                                  |
| 2001-2002  | SVS Niederösterreich (4)             |                                                       | -                   |                                  |
| 2000-2001  | SVS Niederösterreich (3)             |                                                       | -                   |                                  |
| 1999-2000  | SVS Niederösterreich (2)             |                                                       | -                   |                                  |
| 1998-1999  | SVS Niederösterreich (1)             |                                                       | -                   |                                  |
| 1996-1997  | -                                    |                                                       | -                   |                                  |
| 1995-1996  | -                                    |                                                       | -                   |                                  |
| 1990-1991  | -                                    |                                                       | -                   |                                  |

#### Dames
| Saison     | Championnes             | Equipe championne                                    | Finaliste          | Vainqueur de la coupe      |
| ---------- | ----------------------- | ---------------------------------------------------- | ------------------ | -------------------------- |
| 2024-2025, | Linz AG Froschberg (25) | Ivana Malobacic, Britt Eerland, Suthasini Sawettabut | Sparkasse Kufstein | Linz AG Froschberg         |
| 2023-2024, | Linz AG Froschberg (24) |                                                      | -                  | Linz AG Froschberg         |
| 2022-2023  | Linz AG Froschberg (23) |                                                      | -                  | Linz AG Froschberg         |
| 2021-2022  | Linz AG Froschberg (22) |                                                      | -                  | Linz AG Froschberg         |
| 2020-2021  | Linz AG Froschberg (21) |                                                      | -                  | non attribué               |
| 2019-2020  | Linz AG Froschberg (20) |                                                      | -                  | Linz AG Froschberg         |
| 2018-2019  | Linz AG Froschberg (19) |                                                      | -                  | Linz AG Froschberg         |
| 2017-2018  | Linz AG Froschberg (18) |                                                      | -                  | Linz AG Froschberg         |
| 2016-2017  | Linz AG Froschberg (17) |                                                      | -                  | Linz AG Froschberg         |
| 2015-2016  | Linz AG Froschberg (16) |                                                      | -                  | TTC CarinthiaWinds Villach |
| 2014-2015  | Linz AG Froschberg (15) |                                                      | -                  | Linz AG Froschberg         |
| 2013-2014  | -                       |                                                      | Linz AG Froschberg | Linz AG Froschberg         |
| 2012-2013  | Linz AG Froschberg (14) |                                                      | -                  | Linz AG Froschberg         |
| 2011-2012  | SVS Strock (2)          |                                                      | Linz AG Froschberg | Linz AG Froschberg         |
| 2010-2011  | SVS Strock (1)          |                                                      | Linz AG Froschberg |                            |
| 2009-2010  | Linz AG Froschberg (13) |                                                      | -                  |                            |
| 2008-2009  | Linz AG Froschberg (12) |                                                      | -                  |                            |
| 2007-2008  | Linz AG Froschberg (11) |                                                      | -                  |                            |
| 2006-2007  | Linz AG Froschberg (10) |                                                      | -                  |                            |
| 2005-2006  | Linz AG Froschberg (9)  |                                                      | -                  |                            |
| 2004-2005  | Linz AG Froschberg (8)  |                                                      | -                  |                            |
| 2003-2004  | Linz AG Froschberg (7)  |                                                      | -                  |                            |
| 2002-2003  | Linz AG Froschberg (6)  |                                                      | -                  |                            |
| 2001-2002  | Linz AG Froschberg (5)  |                                                      | -                  |                            |
| 2000-2001  | Linz AG Froschberg (4)  |                                                      | -                  |                            |
| 1999-2000  | Linz AG Froschberg (3)  |                                                      | -                  |                            |
| 1998-1999  | Linz AG Froschberg (2)  |                                                      | -                  |                            |
| 1996-1997  | -                       |                                                      | Linz AG Froschberg |                            |
| 1995-1996  | -                       |                                                      | Linz AG Froschberg |                            |
| 1990-1991  | -                       |                                                      | Linz AG Froschberg |                            |

## Championnat national d'Autriche
Les championnats nationaux se déroulaient à l'origine sous le titre de « Championnats d'Autriche ». À la fin de 1934, ils s'appelaient les « Championnats de l'État d'Autriche ».
De 1938 à 1945, aucun championnat n'a eu lieu en raison de l'annexion de l'Autriche. Les athlètes autrichiens ont participé au Championnat allemand.

### Palmarès
| Année | Lieu         | Simple messieurs     | Simple dames           | Double messieurs                        | Double dames                       | Double mixte                           |
| ----- | ------------ | -------------------- | ---------------------- | --------------------------------------- | ---------------------------------- | -------------------------------------- |
| 1923  |              | Frigyes Becske       | Josephine Wiesenthal   |                                         |                                    |                                        |
| 1924  |              | A. Wildam            | Gertrude Wildam        |                                         |                                    |                                        |
| 1925  |              | Eduard Freudenheim   | Gertrude Wildam        |                                         |                                    |                                        |
| 1926  |              | Eduard Freudenheim   | Gertrude Wildam        |                                         |                                    |                                        |
| 1927  |              | Paul Flußmann        | Gertrude Wildam        |                                         |                                    |                                        |
| 1928  |              | Paul Flußmann        | Lili Forbath           |                                         |                                    |                                        |
| 1929  |              | Alfred Liebster      | Gertrude Wildam        |                                         |                                    |                                        |
| 1930  |              | Erwin Kohn           | Löhr                   |                                         |                                    |                                        |
| 1931  |              | Erwin Kohn           | Gertrude Wildam        |                                         |                                    |                                        |
| 1932  |              | Alfred Liebster      | Gertrude Wildam        |                                         |                                    |                                        |
| 1933  |              | Erwin Kohn           | Gertrude Wildam        |                                         |                                    |                                        |
| 1934  |              | Karl Sediwy          | Gertrude Wildam        |                                         |                                    |                                        |
| 1935  |              | Karl Sediwy          | Gertrude Wildam        |                                         |                                    |                                        |
| 1936  |              | Hans Hartinger       | Trude Pritzi           |                                         |                                    |                                        |
| 1937  |              | Alfred Liebster      | Trude Pritzi           |                                         |                                    |                                        |
| 1946  | Wien         | Otto Eckl            | Trude Pritzi           |                                         |                                    |                                        |
| 1947  | Wien         | Otto Eckl            | Trude Pritzi           |                                         |                                    |                                        |
| 1948  | Innsbruck    | Otto Eckl            | Trude Pritzi           |                                         |                                    |                                        |
| 1949  | Graz         | Heinrich Bednar      | Trude Pritzi           |                                         |                                    |                                        |
| 1950  | Linz         | Otto Eckl            | Ermelinde Wertl        |                                         |                                    |                                        |
| 1951  | Salzburg     | Heribert Just        | Trude Pritzi           |                                         |                                    |                                        |
| 1952  | Wien         | Otto Eckl            | Trude Pritzi           |                                         |                                    |                                        |
| 1953  | Bregenz      | Christian Awart      | Trude Pritzi           |                                         |                                    |                                        |
| 1954  | Klagenfurt   | Karl Wegrath         | Ermelinde Wertl        |                                         |                                    |                                        |
| 1955  | Wien         | Josef Sedelmayer     | Trude Pritzi           |                                         |                                    |                                        |
| 1956  | Baden        | Heribert Just        | Ermelinde Wertl        |                                         |                                    |                                        |
| 1957  | Graz         | Josef Sedelmayer     | Hedy Wunsch            |                                         |                                    |                                        |
| 1958  | Innsbruck    | Karl Wegrath         | Ermelinde Wertl        |                                         |                                    |                                        |
| 1959  | Wien         | Viktor Hirsch        | Margit Wanek           |                                         |                                    |                                        |
| 1960  | Donawitz     | Viktor Hirsch        | Friederike Scharfegger |                                         |                                    |                                        |
| 1961  | Salzburg     | Karl Troll           | Friederike Scharfegger |                                         |                                    |                                        |
| 1962  | Wien         | Karl Wegrath         | Henrike Willinger      |                                         |                                    |                                        |
| 1963  | Salzburg     | Karl Wegrath         | Henrike Willinger      |                                         |                                    |                                        |
| 1964  | Klagenfurt   | Herbert Duschanek    | Henrike Willinger      |                                         |                                    |                                        |
| 1965  | Innsbruck    | Conrad Köllner       | Elisabeth Willinger    |                                         |                                    |                                        |
| 1966  | Salzburg     | Günter Heine         | Elisabeth Willinger    |                                         |                                    |                                        |
| 1967  | Innsbruck    | Viktor Hirsch        | Henrike Willinger      |                                         |                                    |                                        |
| 1968  | Graz         | Günter Heine         | Helene Jahn            |                                         |                                    |                                        |
| 1969  | Bregenz      | Heinz Schlüter       | Gabriele Smekal        |                                         |                                    |                                        |
| 1970  | Linz         | Franz Thallinger     | Elisabeth Willinger    |                                         |                                    |                                        |
| 1971  | Schwechat    | Rudolf Weinmann      | Gabriele Smekal        |                                         |                                    |                                        |
| 1972  | Mödling      | Heinz Schlüter       | Elisabeth Willinger    |                                         |                                    |                                        |
| 1973  | Wels         | Franz Thallinger     | Eva Bogner             |                                         |                                    |                                        |
| 1974  | Wien         | Rudolf Weinmann      | Elisabeth Willinger    |                                         |                                    |                                        |
| 1975  | Kapfenberg   | Rudolf Weinmann      | Margret Wagner         |                                         |                                    |                                        |
| 1976  | Eggenburg    | Rudolf Weinmann      | Ingrid Wirnsberger     |                                         |                                    |                                        |
| 1977  | Wien         | Günter Heine         | Brigitte Gropper       |                                         |                                    |                                        |
| 1978  | Pinkafeld    | Erich Amplatz        | Brigitte Gropper       |                                         |                                    |                                        |
| 1979  | Judenburg    | Gottfried Bär        | Brigitte Gropper       |                                         |                                    |                                        |
| 1980  | Bregenz      | Erich Amplatz        | Dolores Fetter         |                                         |                                    |                                        |
| 1981  | Klagenfurt   | Erich Amplatz        | Barbara Wiltsche       |                                         |                                    |                                        |
| 1982  | Wien         | Erich Amplatz        | Barbara Wiltsche       |                                         |                                    |                                        |
| 1983  | Linz         | Gottfried Bär        | Barbara Wiltsche       |                                         |                                    |                                        |
| 1984  | Oberwart     | Peter Gockner        | Barbara Wiltsche       |                                         |                                    |                                        |
| 1985  | Innsbruck    | Stanislaw Fraczyk    | Elisabeth Maier        |                                         |                                    |                                        |
| 1986  | Wilhelmsburg | Gottfried Bär        | Elisabeth Maier        |                                         |                                    |                                        |
| 1987  | Salzburg     | Stanislaw Fraczyk    | Elisabeth Maier        |                                         |                                    |                                        |
| 1988  | Stockerau    | Ding Yi              | Elisabeth Maier        |                                         |                                    |                                        |
| 1989  | Judenburg    | Ding Yi              | Vera Kottek            |                                         |                                    |                                        |
| 1990  | Kremsmünster | Ding Yi              | Elisabeth Maier        |                                         |                                    |                                        |
| 1991  | Wolfsberg    | Ding Yi              | Petra Fichtinger       |                                         |                                    |                                        |
| 1992  | Dornbirn     | Ding Yi              | Petra Fichtinger       |                                         |                                    |                                        |
| 1993  | Perg         | Ding Yi              | Barbara Wiltsche       |                                         |                                    |                                        |
| 1994  | Eisenstadt   | Ding Yi              | Petra Fichtinger       |                                         |                                    |                                        |
| 1995  | Innsbruck    | Werner Schlager      | Petra Fichtinger       |                                         |                                    |                                        |
| 1996  | St. Pölten   | Werner Schlager (2)  | Petra Fichtinger       |                                         |                                    |                                        |
| 1997  | Rif/Hallein  | Werner Schlager (3)  | Petra Fichtinger       |                                         |                                    |                                        |
| 1998  | Wien         | Werner Schlager (4)  | Liu Jia                |                                         |                                    |                                        |
| 1999  | Judenburg    | Werner Schlager (5)  | Liu Jia (2)            |                                         |                                    |                                        |
| 2000  | Linz         | Werner Schlager (6)  | Liu Jia (3)            |                                         |                                    |                                        |
| 2001  | Kapfenberg   | Werner Schlager (7)  | Liu Jia (4)            |                                         |                                    |                                        |
| 2002  | Wolfsberg    | Werner Schlager (8)  | Liu Jia (5)            |                                         |                                    |                                        |
| 2003  | Perg         | Werner Schlager (9)  | Judith Herczig         |                                         |                                    |                                        |
| 2004  | Wolfurt      | Werner Schlager (10) | Judith Herczig         |                                         |                                    |                                        |
| 2005  | Kufstein     | Werner Schlager (11) | Liu Jia (6)            |                                         |                                    |                                        |
| 2006  | Stockerau    | Werner Schlager (12) | Liu Jia (7)            |                                         |                                    |                                        |
| 2007  | Kapfenberg   | Chen Weixing         | Liu Jia (8)            |                                         |                                    |                                        |
| 2008  | Wels         | Kostadin Lengerov    | Liu Jia (9)            |                                         |                                    |                                        |
| 2009  | Judenburg    | Robert Gardos        | Liu Jia (10)           |                                         |                                    |                                        |
| 2010  | Innsbruck    | Robert Gardos (2)    | Liu Jia (11)           |                                         |                                    |                                        |
| 2011  | Wels         | Stefan Fegerl        | Li Qiangbing           |                                         |                                    |                                        |
| 2012  | Kirchbichl   | Stefan Fegerl (2)    | Liu Jia (12)           |                                         |                                    |                                        |
| 2013  | Linz         | Daniel Habesohn      | Liu Jia (13)           |                                         |                                    |                                        |
| 2014  | Dornbirn     | Stefan Fegerl (3)    | Liu Yuan               |                                         |                                    |                                        |
| 2015  | Horn         | Daniel Habesohn (2)  | Liu Jia (14)           |                                         |                                    |                                        |
| 2016  | Wien         | Dominique Plattner   | Liu Jia (15)           |                                         |                                    |                                        |
| 2017  | Salzburg     | Stefan Fegerl (4)    | Sofia Polcanova        |                                         |                                    |                                        |
| 2018  | Wolfsberg    | Daniel Habesohn (3)  | Sofia Polcanova (2)    |                                         |                                    |                                        |
| 2019  | Kapfenberg   | Robert Gardos (3)    | Liu Yuan               |                                         |                                    |                                        |
| 2020  | Kufstein     | Daniel Habesohn (4)  | Sofia Polcanova (3)    |                                         |                                    |                                        |
| 2021  | Fürstenfeld  | Robert Gardos (4)    | Karoline Mischek       |                                         |                                    |                                        |
| 2022  | Klagenfurt   | Daniel Habesohn (5)  | Sofia Polcanova (4)    |                                         |                                    |                                        |
| 2023  | Wels         | Andreas Levenko      | Liu Yuan               |                                         |                                    |                                        |
| 2024  | Bruck        | Andreas Levenko (2)  | Liu Yuan               | Maciej Kolodziejczyk/Andre Pierre Kases | Nicole Galitschitsch/Nina Skerbinz | Anastasia Sterner/Maciej Kolodziejczyk |
| 2025  | Kufstein     | Andreas Levenko (3)  | Liu Yuan               | Simon PFEFFER/Alexander CHEN            | Julia DÜR/Mariia LYTVYN            | Mariia LYTVYN/Simon PFEFFER            |